# Unteraspang
Unteraspang ist ein Dorf in der Katastralgemeinde und Marktgemeinde Aspang-Markt, Niederösterreich.
Unteraspang liegt nördlich von Aspang-Markt und beiderseits des Großen Pestingbaches. Von der Pfarrkirche Unteraspang wird auch das benachbarte Thomasberg mitbetreut. Im Franziszeischen Kataster von 1820 ist Unteraspang als locker verbautes Dorf mit einigen Gehöften und Häusern verzeichnet.